# José Antonio García Belaúnde
José Antonio García Belaúnde né le 16 mars 1948 à Lima (Pérou) et mort le 4 juillet 2025 à Madrid (Espagne) est un avocat, diplomate et homme politique péruvien. 
Il est ministre des Affaires étrangères du 28 juillet 2006 au 28 juillet 2011.

## Distinctions
- Grand-croix de l'ordre d'Isabelle la Catholique